# Lisa Feldman Barrett
Lisa Feldman Barrett (Toronto, 1963) es una profesora  de psicología en la Northeastern University, donde centra sus estudios en neurociencia afectiva. Es la directora del Interdisciplinary Affective Science Laboratory. Junto con James Russell,  también es editora y fundadora de la revista académica Emotion Review. Barrett recibió el  Guggenheim Fellowshipa 2019 en neurociencia, y el NIH Director's Pioneer Award para estudiar cómo el cerebro crea las emociones.

## Biografía
Barrett nació en 1963 en Toronto, Ontario, Canadá, en el seno de una familia de clase económica baja, y fue la primera en asistir a la universidad. Después de graduarse en la Universidad de Toronto con honores,  realizó un Ph.D en psicología clínica en la Universidad de Waterloo con el objetivo de convertirse en terapeuta. Sin embargo, mientras realizaba su posgrado, varias observaciones controvertidas en sus estudios hicieron que cambiara su carrera académica. Todo empezó cuando Barrett falló hasta ocho veces en replicar un experimento simple sobre las emociones, para luego darse cuenta de que lo que realmente estaba pasando es que estaba replicando un fenómeno hasta entonces desconocido. El cambio de paradigma en sus investigaciones se acabaría convirtiendo en el trabajo de su vida: entender la naturaleza de las emociones en el cerebro. Siguiendo unas prácticas clínicas en la escuela médica de la Universidad de Manitoba,  fue profesora de psicología en Penn State University, Boston College, y Northeastern University. Durante dos décadas, Barrett ha trabajado en los campos de la psicología clínica, la psicología social, psicofisiología, ciencia cognitiva, y neurociencia cognitiva.
Las inspiraciones de Barrett llegan sobre todo de William James, Wilhelm Wundt, y Charles Darwin. En 2019–2020,  fue presidenta de la Asociación para Ciencia Psicológica. De 2018–2020,  se estuvo en el 1% de los científicos más citados del momento.
Además de su trabajo académico, Barrett ha escrito dos libros de ciencia para el público: La Vida Secreta del Cerebro: Cómo se Construyen las Emociones (2017) y Siete Lecciones y Media Sobre el Cerebro (2020). Su charla TED estuvo entre el 25 más populares de todo el mundo en 2018.

## Carrera profesional

### El estudio de las emociones humanas
Al principio de su carrera, Barrett se centró en la estructura de los afectos, habiendo desarrollado métodos de muestreo de experiencias (ESM por sus siglas en inglés) y varios programas de código abierto para estudiar las experiencias emocionales. Barrett, junto con los demás miembros del Interdisciplinary Affective Science Laboratory estudian la naturaleza de las emociones en términos generales desde las perspectivas de la psicología social, la psicofisiología, la ciencia cognitiva y la neurocientífica, y se inspiran en ramas como la antropología, la filosofía, la lingüística o la ciencia evolutiva.  Además también exploran la relaciones entre las emociones y otros fenómenos psicológicos.
En 1996,  Barrett se unió a la Facultad de Psicología de la Universidad de Boston. Antes de eso, fue profesora ayudante de psicología clínica en la Universidad Estatal de Pensilvania.

### Teoría de la construcción de las emociones
Durante su formación de posgrado, Barrett desarrolló las ideas iniciales para su teoría actual sobre la construcción de las emociones. En ella reconoce que las emociones "no las activas, las creas. Las emociones emergen como una combinación de las propiedades físicas del cuerpo, de un cerebro flexible que se programa según su  
Destaca diferencias en emociones entre culturas diferentes (ve Emociones y cultura), y dice que las emociones "no son provocadas;  las creas. Emergen como combinación de las propiedades físicas de vuestro cuerpo, de un cerebro flexible que se programa según el ambiente en el que se desarrolla, y de una cultura y una educación que proporcionan ese entorno.
Preguntas clave en sus investigaciones han sido:
- ¿Cómo se construyen las emociones, cuáles son los bloques básicos de la vida emocional?
- ¿Por qué las personas pueden percibir rápidamente y sin esfuerzo emociones como rabia, tristeza o miedo en ellos y en otras personas, y sin embargo los científicos han sido incapaces de encontrar patrones fisiológicos específicos para identificar estos eventos emocionales?
- ¿Qué funciones tienen la lengua y los conceptos en la percepción y construcción de las emociones?
- ¿Qué papel han jugado las emociones en la evolución de nuestra especie y de los animales en general?
- ¿Qué implicaciones pueden tener los nuevos conocimientos sobre las emociones en el sistema judicial y en la educación?

## Honores y premios
- Independent Scientist Research (K02) Award, National Institute of Mental Health, 2002–2007.[cita requerida]
- Fellow, Association for Psychological Science, 2003.[15]
- Fellow, Society for Personality and Social Psychology, 2005.[16]
- Fellow, American Psychological Association, 2005.[16]
- Career Trajectory Award, Society of Experimental Social Psychology, 2006.[17]
- Cattell Fund Fellowship, 2007–2008.[18]
- NIH Director's Pioneer Award, 2007–2012, to study how the brain creates emotion.[19]
- Kavli Fellow, National Academy of Sciences, 2008.[20]
- Elected Fellow, American Association for the Advancement of Science, 2008.[21]
- Arts in Academics award, University of Waterloo, 2010.[22]
- Excellence in Research and Creative Activity Award, Northeastern University, 2012.[23]
- Elected Fellow, Royal Society of Canada, 2012.[24]
- Award for Distinguished Service in Psychological Science, American Psychological Association, 2013.[25]
- Elected Fellow, Society of Experimental Psychologists, 2013.[26]
- Diener Award in Social Psychology, Society for Personality and Social Psychology, 2014.[27]
- Heritage Wall of Fame, Foundation for Personality and Social Psychology, 2016.[28]
- Mentor Award for Lifetime Achievement, Association for Psychological Science, 2018.[29]
- Elected Fellow, American Academy of Arts and Sciences, 2018.[30]
- President, Association for Psychological Science, 2019–2020.[31]
- Guggenheim Fellowship in neuroscience, 2019.[32]
- John P. McGovern Award in the Behavioral Sciences, American Association for the Advancement of Science, 2020.[33]
- APA Award for Distinguished Scientific Contributions, American Psychological Association, 2021.[34]

## Libros
- Siete Lecciones y Media Sobre el Cerebro. Houghton Mifflin Harcourt, 2020. ISBN 0358157145.
- La Vida Secreta del Cerebro: Cómo se Construyen las Emociones. Houghton Mifflin Harcourt, 2017. ISBN 0544133315.